# 卡洛斯·杜蘭·卡廷
卡洛斯·杜蘭·卡廷（西班牙語：Carlos Durán Cartín，1852年11月12日—1924年11月23日）是一名哥斯大黎加醫生、政治人物。1889年至1890年，他在貝爾納多·索托·阿爾法羅總統執政期間擔任哥斯大黎加代理總統，為期六個月。